# Mohamed Blaghji
Mohamed Fadhel Blaghji (arab. فاضل البلاغجي) – tunezyjski zapaśnik walczący w stylu klasycznym. Brązowy medalista mistrzostw Afryki w 2019. Mistrz Afryki juniorów w 2017 i drugi w 2018 roku.